# America in/Trippy
America in/Trippy è il 49° singolo discografico di Orietta Berti, pubblicato in Italia dalla Cinevox nel 1982.

## Tracce
1. America in – 3:36 (Corrado Conti, Daniele Pace e Mario Panzeri)
2. Trippy – 3:15 (Corrado Conti, Daniele Pace e Mario Panzeri)

## Brani

### America in
Brano scritto da Corrado Conti, Daniele Pace e Mario Panzeri, su arrangiamernti di Beppe Cantarelli, era il brano con cui la cantante partecipò in gara al Festival di Sanremo 1982, non riuscendo a superare l'esibizione della prima serata e a qualificarsi per la finale. La cantante negli anni successivi, dato lo scarso successo, deciderà di eliminarlo dal proprio repertorio.

### Trippy
È la canzone pubblicata sul lato B del singolo, scritta dagli stessi autori, incentrata sul personaggio immaginario omonimo, dedicata ai più piccoli.